# Tsai Chin (attrice)
Tsai Chin Zhou, (cinese 周采芹, pinyin Zhōu Cǎiqín) anche conosciuta come Irene Chow (Shanghai, 30 novembre 1933), è un'attrice, cantante, regista teatrale e docente cinese naturalizzata britannica.

## Biografia
Figlia di Zhou Xinfang, attore dell'opera di Pechino, e sorella di Michael Chow, attore e proprietario di una famosa catena di ristoranti, si è sposata e ha divorziato due volte e ha trascorso la maggior parte della sua vita a Shanghai.
È stata la prima attrice cinese ad entrare nella Royal Academy of Dramatic Art. A Londra ha recitato in una versione scenica di Il mondo di Suzie Wong di Richard Mason.
È famosa soprattutto per aver recitato accanto a Christopher Lee nei cinque film prodotti dalla Towers of London e dedicati al personaggio di Fu Manchu, interpretando il ruolo di Lin Tang, la figlia dello scienziato pazzo.

### Cantante
Ha registrato inoltre due LP per la Decca:
- The World Of Tsai Chin (1962)
- The Western World Of Tsai Chin (1965) LK 4717

Quest'ultimo contiene un mix di ballate e canzoni pop e "quirky", tra cui alcuni successi della metà degli anni sessanta, come Yeah Yeah! e Little Boxes, rese popolari dal cantante folk Pete Seeger. L'album contiene anche Daisy Bell, in cui Tsai Chin imita per scherzo l'accento londinese.

## Filmografia parziale

### Attrice

#### Cinema
- Fuoco sullo Yangtse (Yangtse Incident: The Story of H.M.S. Amethyst), regia di Michael Anderson (1957)
- L'incendiario (Violent Playground), regia di Basil Dearden (1958)
- La locanda della sesta felicità (The Inn of Sixth Happiness), regia di Mark Robson (1958)
- Larry, agente segreto (The Treasure of San Teresa), regia di Alvin Rakoff (1959)
- Fu Manchu A.S.3 - Operazione tigre (The Face of Fu Manchu), regia di Don Sharp (1965)
- Il giorno dei fazzoletti rossi (The Brides of Fu Manchu), regia di Don Sharp (1966)
- La vendetta di Fu Manchu (The Vengeance of Fu Manchu), regia di Jeremy Summers (1967)
- Agente 007 - Si vive solo due volte (You Only Live Twice), regia di Lewis Gilbert (1967)
- The Blood of Fu Manchu, regia di Jesús Franco (1968)
- Il castello di Fu Manchu (The Castle of Fu Manchu), regia di Jesús Franco (1968)
- Il circolo della fortuna e della felicità (The Joy Luck Club), regia di Wayne Wang (1993)
- L'angolo rosso - Colpevole fino a prova contraria (Red Corner), regia di Jon Avnet (1997)
- The Interpreter, regia di Sydney Pollack (2005)
- Memorie di una geisha (Memoirs of a Geisha), regia di Rob Marshall (2005)
- Casino Royale, regia di Martin Campbell (2006)
- Now You See Me 2, regia di Jon M. Chu (2016)
- Shang-Chi e la leggenda dei Dieci Anelli (Shang-Chi and the Legend of the Ten Rings), regia di Destin Daniel Cretton (2021)

#### Televisione
- La parola alla difesa (The Defenders) – serie TV, episodio 1x15 (1961)
- Chicago Hope – serie TV, episodio 1x04 (1994)
- Sisters – serie TV, 2 episodi (1994)
- Due South - Due poliziotti a Chicago (Due South) – serie TV, episodio 1x06 (1994)
- Squadra Med - Il coraggio delle donne (Strong Medicine) – serie TV, episodio 2x09 (2001)
- Grey's Anatomy – serie TV, 3 episodi (2005-2007)
- Wendy Wu: Guerriera alle prime armi (Wendy Wu: Homecoming Warrior), regia di John Laing – film (2006)
- Royal Pains – serie TV, episodio 3x16 (2012)
- Agents of S.H.I.E.L.D. – serie TV, episodio 1x19 (2014)
- Getting On – serie TV, 2 episodi (2014)

### Doppiatrice
- Avatar - La leggenda di Aang (Avatar: The Last Airbender) - serie animata - 2 episodi (2005)
- Il piccolo yeti (Abominable), regia di Jill Culton e Todd Wilderman (2019)

## Doppiatrici italiane
Nelle versioni in italiano delle opere in cui ha recitato, Tsai Chin è stata doppiata da:
- Graziella Polesinanti ne L'angolo rosso - Colpevole fino a prova contraria, Memorie di una geisha, Wendy Wu: Guerriera alle prime armi, Agents of S.H.I.E.L.D.
- Claudia Razzi ne La vendetta di Fu Manchu, The Blood of Fu Manchu
- Ludovica Modugno in Grey's Anatomy

Da doppiatrice è sostituita da:
- Graziella Polesinanti ne Il piccolo yeti